# A Night in Armour
A Night in Armour è un cortometraggio muto del 1910 diretto da Lewin Fitzhamon e interpretato da F. Oswell Jones.

## Trama
Le disavventure di uno che ha indossato una corazza e non riesce più a togliersela.

## Produzione
Il film fu prodotto dalla Hepworth.

## Distribuzione
Distribuito dalla Hepworth, il film - un cortometraggio di 137,16 metri - uscì nelle sale cinematografiche britanniche nel giugno 1910.
Si conoscono pochi dati del film che, prodotto dalla Hepworth, fu distrutto nel 1924 dallo stesso produttore, Cecil M. Hepworth. Fallito, in gravissime difficoltà finanziarie, il produttore pensò in questo modo di poter almeno recuperare il nitrato d'argento della pellicola.